# 佐伯胖
佐伯 胖（さえき ゆたか、1939年6月27日 - ）は、日本の認知心理学者。信濃教育会教育研究所所長。東京大学名誉教授、青山学院大学名誉教授。

## 来歴・人物
岐阜県生まれ。大阪府立北野高等学校卒業。1964年慶應義塾大学工学部管理工学科卒業。同大学大学院工学研究科管理工学専攻修士課程修了。ワシントン大学大学院心理学専攻修士課程および博士課程修了、Ph.D.（1970年）。
東京理科大学理工学部助教授、東京大学大学院教育学研究科・教育学部長・教授。2000年定年退官、名誉教授、青山学院大学文学部教育学科教授を経て、2008年度から同大学社会情報学部教授、ヒューマン・イノベーション研究センター所長。2013年同大学退職、名誉教授。2015年より田園調布学園大学大学院人間学研究科子ども人間学専攻教授、2021年同大学退職。2012年より公益社団法人信濃教育会教育研究所所長、現在に至る。
認知心理学の知見に基づく「学び」の思考過程の分析。さらに、人類学的観点を取り入れた状況的学習理論（「正統的周辺参加」論）をもとに、実践的学習論を展開している。コンピュータと子どもの教育の問題についても「学び」の観点から問題提起している。2000年に青山学院大学文学部教育学科で幼児教育担当教授となり、それ以後、幼児教育の教育・研究に従事している。

## 著書
- 『「学び」の構造』（東洋館出版社） 1975
- 『イメージ化による知識と学習』（東洋館出版社） 1978
- 『「きめ方」の論理 社会的決定理論への招待』（東京大学出版会） 1980、のちちくま学芸文庫 2018
- 『考えることの教育』（国土社、国土新書） 1982
- 『学力と思考』（第一法規出版、教育学大全集） 1982
- 『「わかる」ということの意味 学ぶ意欲の発見 子どもと教育を考える』（岩波書店） 1983
- 『わかり方の根源』（小学館創造選書） 1984
- 『コンピュータと教育』（岩波新書） 1986
- 『認知科学の方法』（東京大学出版会、認知科学選書） 1986
- 『考えることの教育』（国土社、現代教育101選） 1990
- 『「学ぶ」ということの意味』（岩波書店、子どもと教育） 1995
- 『子どもが熱くなるもう一つの教室 塾と予備校の学びの実態』（岩波書店、今ここに生きる子ども） 1997
- 『新・コンピュータと教育』（岩波新書） 1997
- 『マルチメディアと教育 知識と情報、学びと教え』（太郎次郎社） 1999
- 『幼児教育へのいざない - 円熟した保育者になるために』（東京大学出版会、UP選書） 2001
- 『「学び」を問いつづけて - 授業改革の原点』（小学館） 2003
- 『「わかり方」の探求 思索と行動の原点』（小学館） 2004

### 共編著
- 『推論と理解』（編、東京大学出版会、認知心理学講座） 1982
- 『「納得」をめざす追求過程 人間力を育てる授業』（静岡大学附属静岡中学校共著、明治図書出版） 1985
- 『理解とは何か』（編、東京大学出版会、認知科学選書） 1985
- 『知識の獲得と学習』（大須賀節雄共編、オーム社、知識工学講座） 1987
- 『コンピュータと子どもの未来』（赤木昭夫, 坂村健共著、岩波ブックレット） 1988
- 『認識し行動する脳 脳科学と認知科学』（伊藤正男共編、東京大学出版会） 1988
- 『すぐれた授業とはなにか 授業の認知科学』（藤岡信勝, 大村彰道, 汐見稔幸共著、東京大学出版会、UP選書） 1989
- 『アクティブ・マインド 人間は動きのなかで考える』（佐々木正人共編、東京大学出版会） 1990
- 『初発問 - わかり合う授業の創造』（静岡大学教育学部附属静岡中学校共著、明治図書出版、学校の共同研究） 1991
- 『ヒューマン・コンピュータ交流技術』（西田正吾共著、オーム社） 1991
- 『学校の再生をめざして』全3巻（佐藤学, 汐見稔幸共編、東京大学出版会） 1992
- 『教室にやってきた未来 コンピューター学習実践記録』（苅宿俊文, 佐藤学, NHK取材班共著、日本放送出版協会） 1993
- 『シリーズ「学びと文化」』全6巻（佐藤学, 藤田英典共編、東京大学出版会） 1995 - 1996
- 『変わるメディアと教育のありかた』（水越敏行共編著、ミネルヴァ書房、高度情報化社会における人間のくらしと学び） 1996
- 『フレネの教室』（若狭蔵之助, 中西新太郎共編、青木書店） 1996
- 『心理学と教育実践の間で』（佐藤学, 宮崎清孝, 石黒広昭共著、東京大学出版会） 1998
- 『岩波講座 現代の教育』全12巻（佐藤学, 浜田寿美男, 黒崎勲, 田中孝彦, 藤田英典共編、岩波書店） 1998
- 『コンピュータのある教室 フレネ教育』（田中仁一郎共著、青木書店） 1999
- 『インターネット学習をどう支援するか』（苅宿俊文共著、岩波書店、シリーズ教育の挑戦） 2000
- 『実践としての統計学』（松原望共著、東京大学出版会） 2000
- 『進化ゲームとその展開』（亀田達也共編著、共立出版、認知科学の探究） 2002
- 『学ぶ力』（河合隼雄, 工藤直子, 森毅, 工藤左千夫共著、岩波書店） 2004
- 『共感 育ち合う保育のなかで』（編、ミネルヴァ書房） 2007
- 『ワークショップと学び』全3巻（苅宿俊文, 高木光太郎共編、東京大学出版会） 2012
- 『子どもを「人間としてみる」ということ 子どもとともにある保育の原点』（子どもと保育総合研究所編、大豆生田啓友, 渡辺英則, 三谷大紀, 髙嶋景子, 汐見稔幸共著、ミネルヴァ書房） 2013
- 『「子どもがケアする世界」をケアする』（編著、ミネルヴァ書房）　2017
- 『ビデオによるリフレクション入門』（刑部育子, 苅宿俊文共著、東京大学出版会） 2018

## 翻訳
- 『やる気を育てる教室 内発的動機づけ理論の実践』（R・ド・シャーム、金子書房） 1980
- 『認知科学の展望』（ドナルド・A・ノーマン編、監訳、産業図書） 1984
- 『認知科学の基底』（マービン・ミンスキー他、山田尚勇ほか訳、編、産業図書） 1986
- 『認知革命 知の科学の誕生と展開』（ハワード・ガードナー、海保博之共監訳、産業図書） 1987
- 『認知科学の基礎』全4巻（マイケル・I・ポズナー編、土屋俊共監訳、産業図書） 1991
- 『状況に埋め込まれた学習 正統的周辺参加』（ジーン・レイヴ, エティエンヌ・ウェンガー、産業図書） 1993
- 『テクノロジー・ウォッチング ハイテク社会をフィールドワークする』（D・A・ノーマン、監訳、新曜社） 1993
- 『人を賢くする道具 ソフト・テクノロジーの心理学』（D・A・ノーマン、監訳、新曜社、認知科学選書） 1996
- 『プランと状況的行為 人間 - 機械コミュニケーションの可能性』（ルーシー・A・サッチマン、監訳、産業図書） 1999
- 『驚くべき乳幼児の心の世界 「二人称的アプローチ」から見えてくること』（ヴァスデヴィ・レディ、ミネルヴァ書房） 2015

## 親族
社会学者宮台真司の義理の父に当たる。

## 論文
- Cinii